# تپه میان تپان (۳)
تپه میان تپان (۳) مربوط به دوره سلوکیان - دوره اشکانیان است و در شهرستان دورود، بخش مرکزی، دهستان ژان، ۱/۳ کیلومتری جنوب روستای سنگر واقع شده و این اثر در تاریخ ۲۸ شهریور ۱۳۸۶ با شمارهٔ ثبت ۱۹۵۵۶ به‌عنوان یکی از آثار ملی ایران به ثبت رسیده است.